# AFC Challenge Cup

Modře jsou vyznačeny státy, které měly právo zúčastnit se turnaje

AFC Challenge Cup (Vyzývací pohár Asijské fotbalové konfederace) byla soutěž asijských fotbalových reprezentací, hraná v letech 2006 až 2014 jednou za dva roky.
V roce 2002 představil předseda Asian Football Confederation Mohammed bin Hammam program Vision Asia, kterým reagoval na značné výkonnostní rozdíly mezi jednotlivými národními týmy. Rozdělil asijské země do tří kategorií (rozvinuté, rozvíjející se a začínající), přičemž kvalifikaci mistrovství Asie ve fotbale mohly hrát jen první dvě, pro tu třetí byl vytvořen nový turnaj nazvaný Challenge Cup. Mohly se ho však v případě zájmu zúčastnit i státy ze silnější kategorie, zpravidla s mládežnickými týmy. Obdobným způsobem byly rozděleny klubové soutěže na Ligu mistrů AFC a AFC President's Cup.
První ročník se konal v roce 2006 (pořádáním byly pověřeny Bangladéš a Nepál, který se ho však kvůli vnitropolitickým nepokojům vzdal) a zúčastnilo se ho šestnáct mužstev. Od roku 2008 byla zavedena kvalifikační fáze a počet účastníků finálového turnaje se snížil na osm. Nejúspěšnějším účastníkem byla severokorejská fotbalová reprezentace, která vyhrála v roce 2010 a 2012, poté byla ze seznamu možných účastníků vyřazena. Vítěz AFC Challenge Cupu měl právo přímého postupu na mistrovství Asie.
V roce 2014 se AFC rozhodla rozšířit kontinentální šampionát z 16 na 24 účastníků a Challenge Cup byl proto zrušen. V roce 2016 vznikla nová soutěž, která měla pomoci méně rozvinutým zemím k častějšímu mezinárodnímu styku s kvalitativně srovnatelnými soupeři, dostala název AFC Solidarity Cup.
| Ročník | Hostitel  | Finále        | Finále         | Finále       | O 3. místo    | O 3. místo     | O 3. místo  |
| Ročník | Hostitel  | Vítěz         | Skóre          | 2. místo     | 3. místo      | Skóre          | 4. místo    |
| ------ | --------- | ------------- | -------------- | ------------ | ------------- | -------------- | ----------- |
| 2006   | Bangladéš | Tádžikistán   | 4-0            | Srí Lanka    | Kyrgyzstán    | nehrálo se     | Nepál       |
| 2008   | Indie     | Indie         | 4-1            | Tádžikistán  | Severní Korea | 4-0            | Myanmar     |
| 2010   | Srí Lanka | Severní Korea | 1-1 (5–4) pen. | Turkmenistán | Tádžikistán   | 1-0            | Myanmar     |
| 2012   | Nepál     | Severní Korea | 2-1            | Turkmenistán | Filipíny      | 4-3            | Palestina   |
| 2014   | Maledivy  | Palestina     | 1–0            | Filipíny     | Maledivy      | 1–1 (8–7) pen. | Afghánistán |